# 266081 Villyket
266081 Villyket este un asteroid din centura principală de asteroizi.

## Descriere
266081 Villyket este un asteroid din centura principală de asteroizi. A fost descoperit pe 14 septembrie 2006 la Mauna Kea de Joseph Masiero. Asteroidul prezintă o orbită caracterizată de o semiaxă mare de 2,19 ua, o excentricitate de 0,07 și o înclinație de 3,4° în raport cu ecliptica.